# مدل پروبیت
در آمار، مدل پروبیت یا مدل احتمالی Probit model نوعی رگرسیون است که در آن متغیر وابسته فقط دو ارزش می‌تواند بگیرد، مانند ازدواج‌کرده (متأهل) یا ازدواج‌نکرده (مجرد). کلمه portmanteau از prob ability + un it آمده است. هدف این مدل برآورد احتمال این است که یک مشاهده با ویژگی‌های خاص در یک دسته خاص قرار گیرد. علاوه بر این، طبقه‌بندی مشاهدات بر پایهٔ احتمال‌های پیش‌بینی‌شدهٔ یک نوع مدل طبقه‌بندی باینری است.
یک مدل پروبیت یک مشخصهٔ محبوب برای یک مدل پاسخ باینری است. به این ترتیب، مجموعه‌ای از مشکلات را مانند رگرسیون لجستیک با استفاده از تکنیک‌های مشابه عمل می‌کند. هنگامی که در چارچوب مدل خطی تعمیم‌یافته مشاهده می‌شود، مدل پروبیت از یک تابع پیوند پروبیت استفاده می‌کند. اغلب با استفاده از روش بیشینهٔ درستنمایی برآورد می‌شود، به چنین برآوردی رگرسیون پروبیت می‌گویند.